# Roger De Clercq
Roger De Clercq, né le 2 septembre 1930 à Nederzwalm-Hermelgem et mort le 24 août 2014, est un coureur cycliste belge. Professionnel d'août 1954 à 1968, il a remporté 68 courses, dont notamment trois titres de champion de Belgique de cyclo-cross, en 1960, 1962 et 1964, et a été vice-champion du monde en 1964. Il est le frère de René De Clercq et l'oncle de Mario De Clercq, également coureurs cyclistes.

## Palmarès en cyclo-cross
- 1953
  - 2e du championnat de Belgique
  - 10e du championnat du monde
- 1954
  - 2e du championnat de Belgique
  - 7e du championnat du monde
- 1955
  - 2e du championnat de Belgique
- 1956
  - 2e du championnat de Belgique
- 1957
  - 2e du championnat de Belgique
  - 10e du championnat du monde
- 1958
  - 2e du championnat de Belgique
- 1959
  - Noordzeecross
  - Cyclo-cross de Zonhoven
- 1960
  -  Champion de Belgique de cyclo-cross
  - 8e du championnat du monde
- 1961
  - 5e du championnat du monde
- 1962
  -  Champion de Belgique de cyclo-cross
  - Cyclo-cross de Zonhoven
  - 4e du championnat du monde
- 1963
  - 5e du championnat du monde
- 1964
  -  Champion de Belgique de cyclo-cross
  -  Médaillé d'argent du championnat du monde
- 1965
  - Noordzeecross
  - 4e du championnat du monde

## Palmarès sur route
- 1953
  - 2e du Tour de Belgique indépendants
- 1954
  - 8e étape de la Route de France
  - 3e étape du Tour de Belgique indépendants
- 1956
  - 2e de la Nokere Koerse
- 1959
  - 3e du Prix de Saint-Lievin-Esse
- 1960
  - 3e du Grand Prix du Brabant wallon